# Hebbes bro och trappa

Hebbes bro är en gång- och cykelbro i Stockholm som leder från Hebbes trappa vid Södra Riddarholmshamnen längs järnvägen till Munkbrohamnen i Gamla stan. Bron är 35 meter lång och används till exempel av den som vill ta sig från Riddarholmen till Gamla stans tunnelbanestation.
Bron och trappan har fått sina namn 1924 och är uppkallade efter Simon Bernhard Hebbe som ägde det Hebbeska palatset strax bredvid på Riddarholmen. Ett alternativt namn som Namnberedningen föreslog var Kloster-Lasses Trappor till minne av Kloster-Lasse, jesuiten Lars Nilsson. Ytterligare ett namnförslag var Myntessvenstrappan efter myntverket som en gång i tiden fanns på Riddarholmen.
| Hebbes bro 2019 och Hebbes trappa 2009, vy mot norr. |  | Hebbes bro 2019 och Hebbes trappa 2009, vy mot norr. |
| Hebbes bro 2019 och Hebbes trappa 2009, vy mot norr. |  |                                                      |